# Draft WNBA 2018
Il Draft WNBA 2018 fu il ventiduesimo draft tenuto dalla WNBA e si svolse il 12 aprile 2018 al Nike Headquarters a New York.

## Primo giro
|   | Indica un giocatore che è stato selezionato per almeno un All-Star Game ed è inserito in un All-NBA Team |
|   | Indica una giocatrice che è stata selezionata per almeno un All-Star Game                                |
|   | Indica una giocatrice che è stato inserito in almeno un All-WNBA Team                                    |
| * | Indica la giocatrice che ha vinto il titolo di Rookie of the Year                                        |
|   | Indica una giocatrice che non ha mai giocato una partita in WNBA                                         |

| Scelta | Giocatrice        | Nazionalità | Squadra WNBA                   | College/Squadra di club |
| ------ | ----------------- | ----------- | ------------------------------ | ----------------------- |
| 1      | A'ja Wilson *     | Stati Uniti | Las Vegas Aces                 | S.C. Gamecocks          |
| 2      | Kelsey Mitchell   | Stati Uniti | Indiana Fever                  | Ohio St. Buckeyes       |
| 3      | Diamond DeShields | Stati Uniti | Chicago Sky (da Atlanta)       | Tenn. L. Volunteers     |
| 4      | Gabby Williams    | Stati Uniti | Chicago Sky                    | UConn Huskies           |
| 5      | Jordin Canada     | Stati Uniti | Seattle Storm                  | UCLA Bruins             |
| 6      | Azurá Stevens     | Stati Uniti | Dallas Wings                   | UConn Huskies           |
| 7      | Ariel Atkins      | Stati Uniti | Washington Mystics             | Texas Longhorns         |
| 8      | Victoria Vivians  | Stati Uniti | Indiana Fever (da Phoenix)     | MSU Bulldogs            |
| 9      | Lexie Brown       | Stati Uniti | Connecticut Sun                | Duke Blue Devils        |
| 10     | Kia Nurse         | Canada      | New York Liberty               | UConn Huskies           |
| 11     | Marija Vadeeva    | Russia      | Los Angeles Sparks             | Dinamo Kursk            |
| 12     | Marie Gülich      | Germania    | Phoenix Mercury (da Minnesota) | Oregon St. Beavers      |

## Secondo giro
| Scelta | Giocatrice         | Nazionalità   | Squadra WNBA                               | College/Squadra di club |
| ------ | ------------------ | ------------- | ------------------------------------------ | ----------------------- |
| 13     | Jaime Nared        | Stati Uniti   | Las Vegas Aces                             | Tenn. L. Volunteers     |
| 14     | Stephanie Mavunga  | Stati Uniti   | Indiana Fever                              | Ohio St. Buckeyes       |
| 15     | Monique Billings   | Stati Uniti   | Atlanta Dream (da Atlanta via Connecticut) | Syracuse Orange         |
| 16     | Kristy Wallace     | Australia     | Atlanta Dream (da Chicago)                 | Baylor Bears            |
| 17     | Park Ji-su         | Corea del Sud | Minnesota Lynx (da Seattle)                | Stars Seul              |
| 18     | Loryn Goodwin      | Stati Uniti   | Dallas Wings                               | OSU Cowgirls            |
| 19     | Myisha Hines-Allen | Stati Uniti   | Washington Mystics                         | Louisville Cardinals    |
| 20     | Tyler Scaife       | Stati Uniti   | Phoenix Mercury                            | Rutgers S. Knights      |
| 21     | Raisa Musina       | Russia        | Phoenix Mercury (da Connecticut)           | UMMC Ekaterinburg       |
| 22     | Mercedes Russell   | Stati Uniti   | New York Liberty                           | Tenn. L. Volunteers     |
| 23     | Shakayla Thomas    | Stati Uniti   | Los Angeles Sparks                         | Fl. State Seminoles     |
| 24     | Kahlia Lawrence    | Stati Uniti   | Minnesota Lynx                             | Mercer Bears            |

## Terzo giro
| Scelta | Giocatrice         | Nazionalità | Squadra WNBA                   | College/Squadra di club |
| ------ | ------------------ | ----------- | ------------------------------ | ----------------------- |
| 25     | Raigyne Louis      | Stati Uniti | Las Vegas Aces                 | LSU Lady Tigers         |
| 26     | Imani Wright       | Stati Uniti | Phoenix Mercury (da Las Vegas) | Fl. State Seminoles     |
| 27     | Mackenzie Engram   | Stati Uniti | Atlanta Dream                  | Georgia L. Bulld.       |
| 28     | Amarah Coleman     | Stati Uniti | Chicago Sky                    | DePaul B. Demons        |
| 29     | Teana Muldrow      | Stati Uniti | Seattle Storm                  | WV Mountaineers         |
| 30     | Natalie Butler     | Stati Uniti | Dallas Wings                   | G. Mason Patriots       |
| 31     | Rebecca Greenwell  | Stati Uniti | Washington Mystics             | Duke Blue Devils        |
| 32     | Jill Barta         | Stati Uniti | Las Vegas Aces (da Phoenix)    | Gonzaga Bulldogs        |
| 33     | Mikayla Cowling    | Stati Uniti | Connecticut Sun                | Calif. G. Bears         |
| 34     | Leslie Robinson    | Stati Uniti | New York Liberty               | Princeton Tigers        |
| 35     | Julia Reisingerová | Rep. Ceca   | Los Angeles Sparks             | Sant Adrià              |
| 36     | Carlie Wagner      | Stati Uniti | Minnesota Lynx                 | Minnesota Gophers       |